# Aprilia (Italie)
Pour le constructeur de motocyclettes, voir Aprilia.
Aprilia est une ville italienne d'environ 74 970 habitants située dans la province de Latina, dans la région Latium, en Italie centrale.

## Géographie
À vol d'oiseau, la ville est située à 35 km au sud sud-est du centre de Rome, et à 23 km au nord-ouest de Latina, chef-lieu de la province.

## Histoire
Aprilia a été bâtie entre 1932 et 1936, à la suite de la campagne d'assainissement des Marais Pontins par le gouvernement mussolinien.

## Économie
Bâtie à l'origine comme colonie agricole sur les Marais Pontins assainis, Aprilia possède aujourd'hui un circuit automobile Bridgestone et des industries pharmaceutiques (Pfizer, Laboratoires Abbott…).

## Administration
| Période                                  | Période | Identité | Étiquette | Qualité |
| ---------------------------------------- | ------- | -------- | --------- | ------- |
|                                          |         |          |           |         |
| Les données manquantes sont à compléter. |         |          |           |         |

### Hameaux
Agip, Bellavista, Buon Riposo, Caffarelli, Campo del Fico, Campo di Carne, Campoleone, Campoverde, Carano - Garibaldi, Carroceto, Casalazzara, Fossignano, Gattone, Genio Civile, Giannottola, Guardapasso, Isole, La Cogna, Montarelli, Pantanelle, Pian di Frasso, Rosatelli, Spaccasassi, Torre Bruna, Toscanini, Torre del Padiglione, Tufello, Vallelata, Valli.

### Communes limitrophes
Anzio, Ardea, Ariccia, Cisterna di Latina, Lanuvio, Latina, Nettuno, Velletri.

## Sport
- Football Club Aprilia Racing Club